# غلاف الرسائل
الغلاف البريدي أو غلاف الرسائل. حيث يُشير مصطلح "غلاف" في هواية جمع الطوابع إلى الجزء الخارجي من المظروف أو الطرد البريدي الذي يحمل عنوانًا، وعادةً ما يكون ذلك في طوابع البريد الملغاة، وهو مصطلح شائع الاستخدام بين هواة جمع الطوابع والتاريخ البريدي. لا يشمل هذا المصطلح محتويات الرسالة أو الطرد، مع أنها قد تُضفي عليهِ لمسةً مميزةً إذا كانت لا تزال موجودة. يلعب جمع أغلفة الطوابع دورًا هامًا في تاريخ البريد، إذ تحمل العديد منها طوابع وتأشيرات بريدية وعلامات أخرى، بالإضافة إلى أسماء وعناوين، مما يُساعد على تحديد تاريخ الغلاف في وقت ومكان مُحددين.

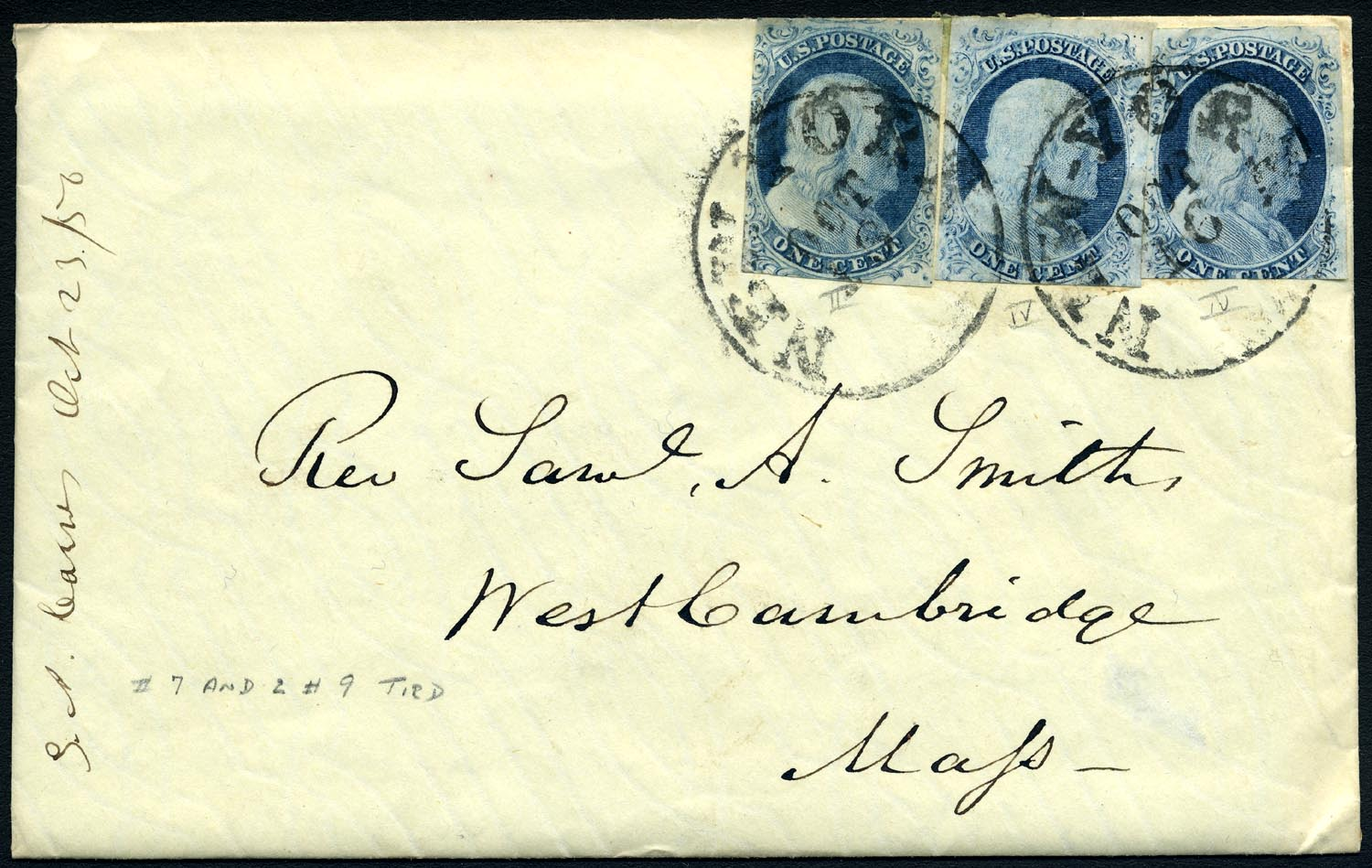
غلاف عام 1856 أرسل بالبريد في مدينة نيويورك عليهِ ثلاثة طوابع بريد فئة سنت واحد

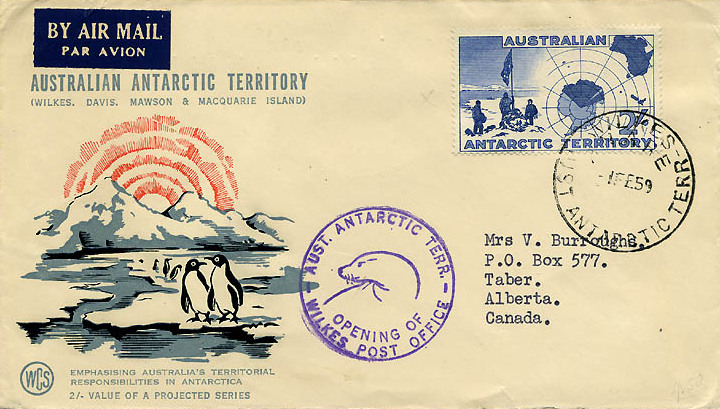
غلاف بريد مصور صادر من (الإقليم الأسترالي في القارة القطبية الجنوبية) يخلد ذكرى افتتاح مكتب بريد فيها عام 1959

## التاريخ
يعود أصل المصطلح إلى عادة تغطية الرسالة بطي ورقة منفصلة حولها لحمايتها ماديًا ومنع انتهاك السرية. في النصف الأول من القرن التاسع عشر، أصبح قص الغلاف على شكل ماسة أو معين الشكل رائجًا. كان هذا هو مقدمة لشكل الظرف البريدي المعروف اليوم. أدت سهولة استخدامه وشعبيته إلى اعتماد تصميم المعين في مظاريف وأغلفة البريد المدفوعة مسبقًا الخاصة التي صدرت عام 1840 بعد إدخال رولاند هيل وآخرين للإصلاحات البريدية.
الغلاف البريدي هو عبارة عن مظروف أو بطاقة بريدية تم إعدادها باستخدام طابع بريد وعنوان وجرى إرسالها من خلال نظام توصيل البريد لغرض إنشاء عنصر قابل للتحصيل.

## الأنواع

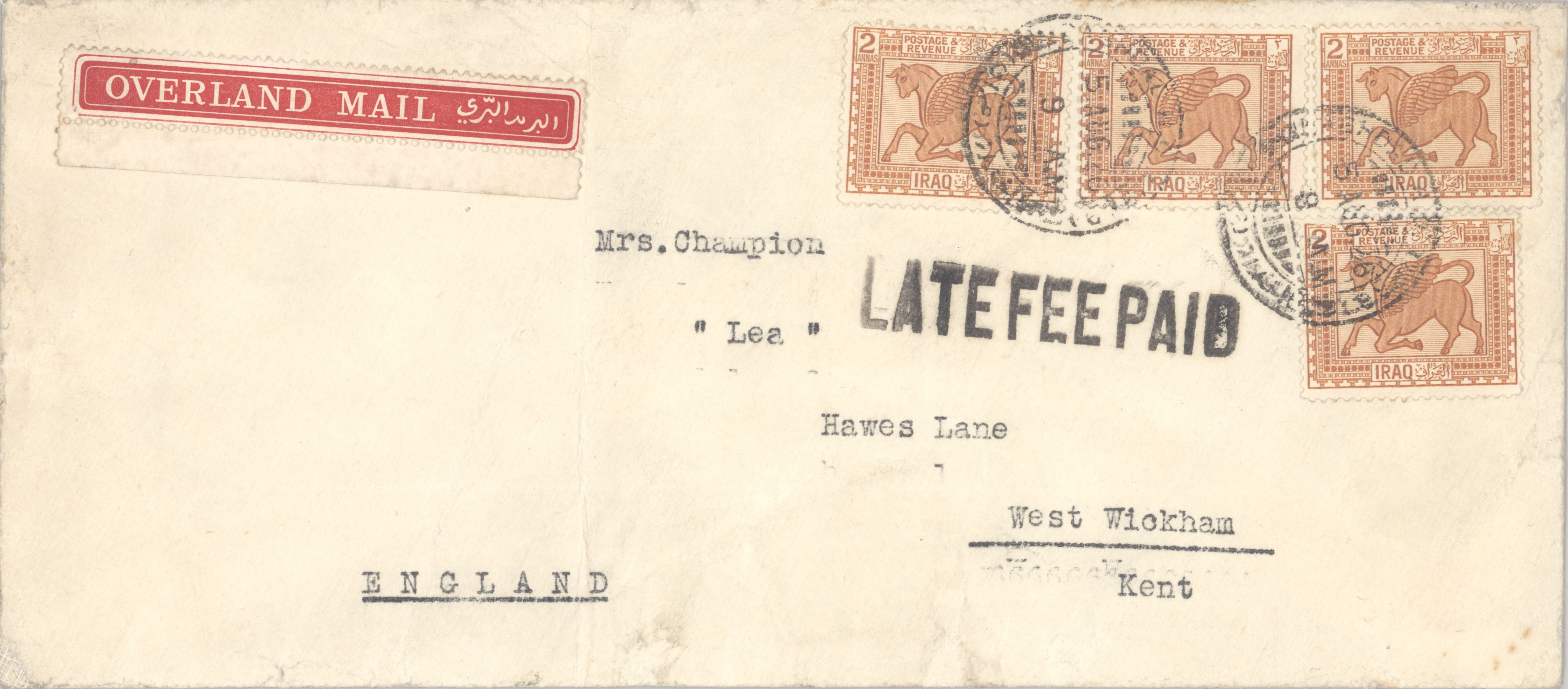
غلاف رسالة من بغداد إلى كينت عبر طريق شركة نيرن للنقل البري في أغسطس 1926

هناك عدة فئات أساسية للأغلفة. أسماء أنواع الأغلفة هي أيضًا مصطلحات يستخدمها عادةً جامعو الطوابع ومعروفة في التاريخ البريدي. تتوفر مجموعة واسعة من الأغلفة التي يمكن تصنيفها ضمن عدة فئات أساسية.
تبدأ الفئات بأكثر أنواع الأغلفة القابلة للتحصيل شيوعًا، مثل أغلفة اليوم الأول أو أغلفة الرحلة الأولى. قد يكون هناك تداخل في موضوع الفئات أحيانًا. على سبيل المثال، هناك أغلفة اليوم الأول التي أُرسلت أيضًا مع البريد على متن الطائرات في رحلات بريد الرحلة الأولى. يمكن أن تشمل أغلفة الفعاليات أيضًا أغلفة الرحلات الأولى أو أنواعًا أخرى من الأغلفة. يمكن أيضًا الإشارة إلى الغلاف العسكري المُرسل إلى رئيس دولة باسم الغلاف التاريخي.
- الغلاف الإعلاني هو ظرف بريدي مُستخدم يُعلن عن المنتجات أو الخدمات التي تُقدمها شركة أو مؤسسة. بالإضافة إلى الاسم وعنوان المرسل، قد يظهر نص المُعلن أو رسمهُ التوضيحي إما على الوجه الأمامي أو الخلفي للظرف.
- غلاف اليوم الأول هو عادةً ظرف مُلغى طابعهُ البريدي في اليوم الأول من إصداره. قد يُطبع تصميم الطابع أو موضوعه على الغلاف لتعزيز جاذبيتهِ لهواة جمع الطوابع.[5]
- غلاف الحدث يحتفل بحدث أو يُخلّد ذكرى سنوية.
- طابع على الغلاف. هذا غلاف يُجمع كمثال على طابع بريدي مُستخدم على غلاف؛ ومع ذلك، فإن الطوابع القديمة التي تم إلغاؤها مؤخرًا عادةً ما تكون طوابع بريدية (تُرسل بقصد استرداد العنصر واستلامه).
- الغلاف المُختوم مسبقًا هو غلاف يحمل طابعًا مطبوع مسبقًا.
- أغلفة الرحلات الجوية الأولى هي تلك التي تُحمل على متن طائرة، عادةً ما تُصرّح بها حكومة أو إدارة بريدية، لأول مرة على مسار مُعين.
- الغلاف الخالي من الطوابع هو ظرف أو ورقة خارجية مطوية تحمل عنوانًا ومخطوطة أو علامات بريدية مختومة بالحبر بدون طوابع بريد لاصقة مدفوعة مسبقًا، وعادةً ما يعود تاريخه إلى الفترة التي سبقت توفر أو شيوع طوابع البريد اللاصقة في منتصف القرن التاسع عشر وأواخره.[6]
- تشمل الأغلفة العسكرية مجموعة واسعة من المواضيع، بما في ذلك أغلفة الرحلات الجوية الأولى وأغلفة أسرى الحرب. يُعد البريد المُرسل من مكتب بريد الجيش (APO) أو مكتب بريد البحرية (Fleet Post Office, FPO) من الأنواع الشائعة للأغلفة العسكرية.[7]
- أغلفة بريد السكك الحديدية هي بريد كان يُعالَج على متن عربات سكك حديدية خاصة مُجهزة بمكتب بريد رسمي، حيث يُعالَج البريد في طريقه إلى وجهته العامة.
- الأغلفة التاريخية هي تلك التي لها أهمية تاريخية خاصة تتجاوز أهمية الغلاف العادي القابل للتحصيل. يمكن أن تشمل هذه الأغلفة البريد المُرسل من قِبل الملوك أو الرؤساء أو رؤساء الدول الآخرين. إذا كان الغلاف التاريخي، على سبيل المثال، مُرسلًا إلى أو من جنرال في الجيش، فيمكن تصنيفه أيضًا كغلاف عسكري.[3][8] تُستخدم عادةً أسماء فئات الأغلفة كمرجع عام في هواية جمع الطوابع. إذا ذُكرت جوانب الغلاف (التاريخ + ختم البريد، الاسم + العنوان) تاريخيًا، فقد لا تُذكر فئة الغلاف.
- واجهات الأغلفة هي أغلفة لم يُحتفظ إلا بالوجه الأمامي منها. هذه الأغلفة قابلة للجمع أيضًا، ولكن عند بيعها أو وصفها، يجب الإشارة إلى أنها واجهات فقط.
- أغلفة عدادات البريد هي عادةً مظاريف تجارية مطبوعة بعدادات البريد. بالإضافة إلى جمعها حسب البلد، يمكن جمعها حسب الشركة المصنعة لآلة القياس والعد وحسب موضوع الشعارات الإعلانية للطوابع.

تشمل الأنواع الأخرى من الأغطية المتخصصة الأغطية الخاضعة للرقابة إلى جانب أغطية البريد الحصار، وأغطية بوني إكسبريس، وأغطية أسرى الحرب، والأغطية الوطنية، وغيرها.

## توفر الأغلفة
يختلف توفر الأنواع المختلفة من الأغلفة بشكل كبير وهو أمر غالبًا ما يضيف منظورًا إلى الأهمية التاريخية والطوابعية للغلاف. على سبيل المثال، تُعد أغلفة اليوم الأول وأغلفة الرحلة الأولى شائعة بشكل عام لأن الأحداث التي ألهمت إنشاء هذه الأغلفة كانت شائعة إلى حد ما وعادةً ما يتم جدولتها مسبقًا، مما يسمح لهواة الجمع بالتخطيط لإنشاء مثل هذه الأغلفة. في أمثلة أخرى، غالبًا ما تكون أنواع مختلفة من الأغلفة العسكرية والتاريخية نادرة أو مفقودة لأن الظروف أو الأحداث التي دفعت إلى إنشاء هذه الأغلفة كانت على العكس من ذلك غير شائعة. في حين أن الأغلفة المرسلة في العقود الأخيرة تميل إلى أن تكون شائعة، إلا أنها يمكن أن تكون نادرة أيضًا لمجرد أن الظروف التي أدت إلى إنشاء هذه الأغلفة كانت (أحيانًا) غير شائعة جدًا، كما هو الحال بالنسبة للأغلفة التاريخية المختلفة، أي التي أرسلها رئيس دولة إلى فرد بارز رسميًا.
في الوقت نفسه، توجد أغلفة قديمة نوعًا ما، لكنها لا تزال شائعة، وليس من الصعب العثور عليها، وكذلك أنواع مختلفة من البطاقات البريدية أو الأغلفة التجارية. تُعد الأغلفة الوطنية شائعة بشكل عام، نظرًا لشيوع إرسالها، خاصةً خلال فترات الحرب. قد يختلف توفر الأغلفة الوطنية هنا أيضًا حسب البلد والفترة الزمنية المعنية. قد يختلف توفر الأغلفة المجمعة للطابع على الغلاف بشكل كبير، ويعتمد بشكل عام على توفر إصدار الطابع نفسه، بالإضافة إلى الطلب على استخدام فئة معينة. غالبًا ما تحدد فئة الطابع مدى توفر الإصدار على الغلاف، حيث كان استخدام بعض الفئات، عادةً ما تكون أعلى، وغير شائع بسبب انخفاض الطلب على سعر بريد معين. وهناك عدد من الظروف البريدية التي يمكن أن تؤثر على توفر نوع غلاف معين والتي غالبًا ما تساهم في القيمة التاريخية والطوابعية للغلاف.

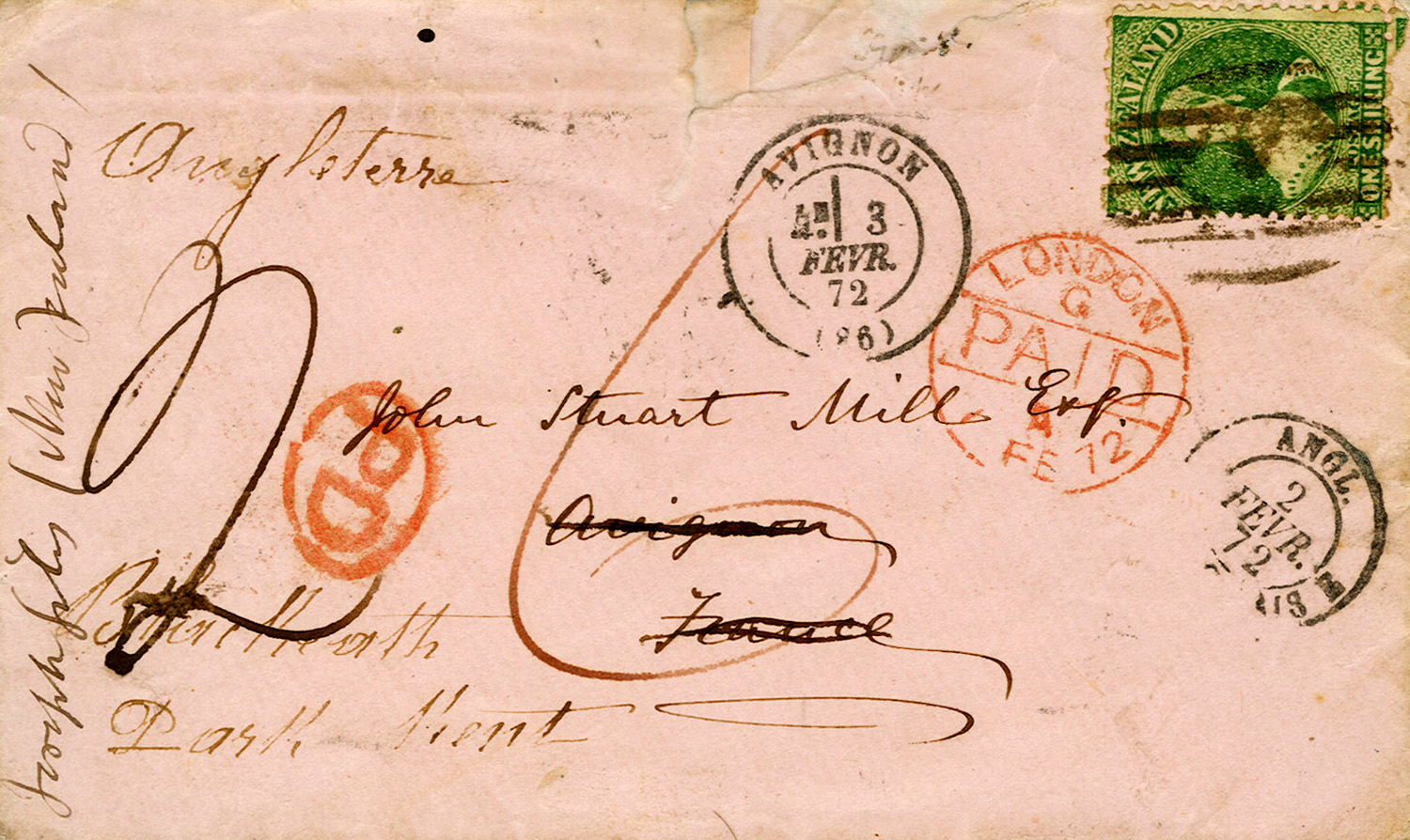
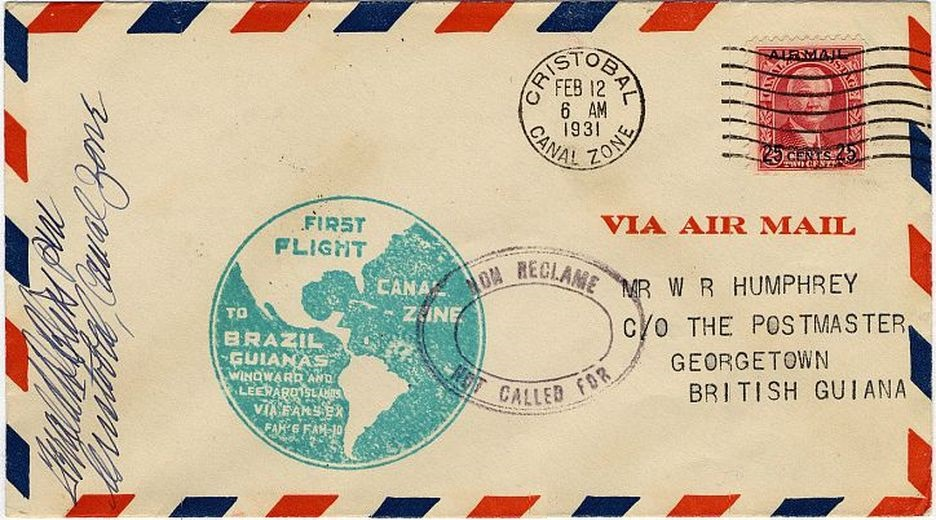
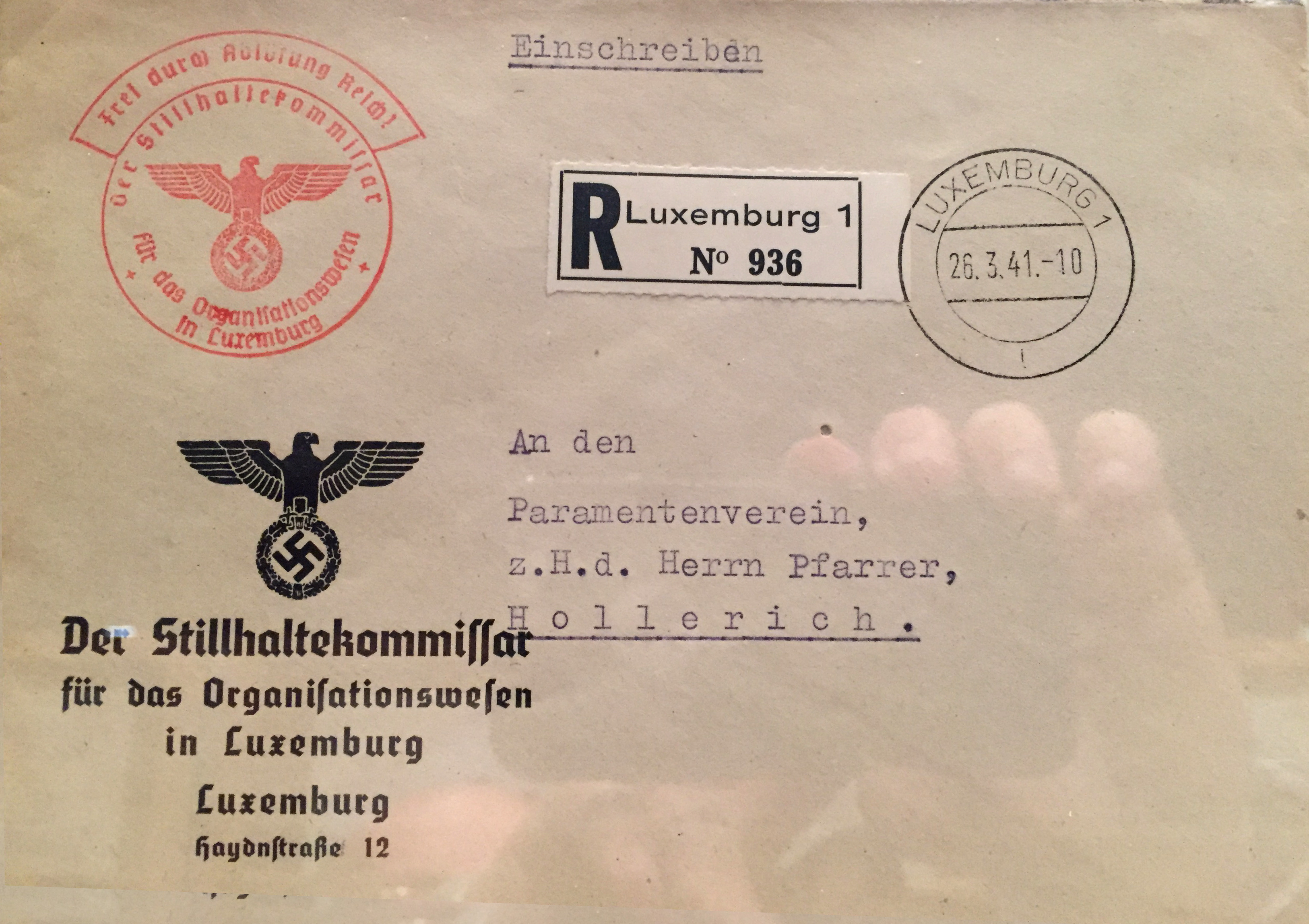
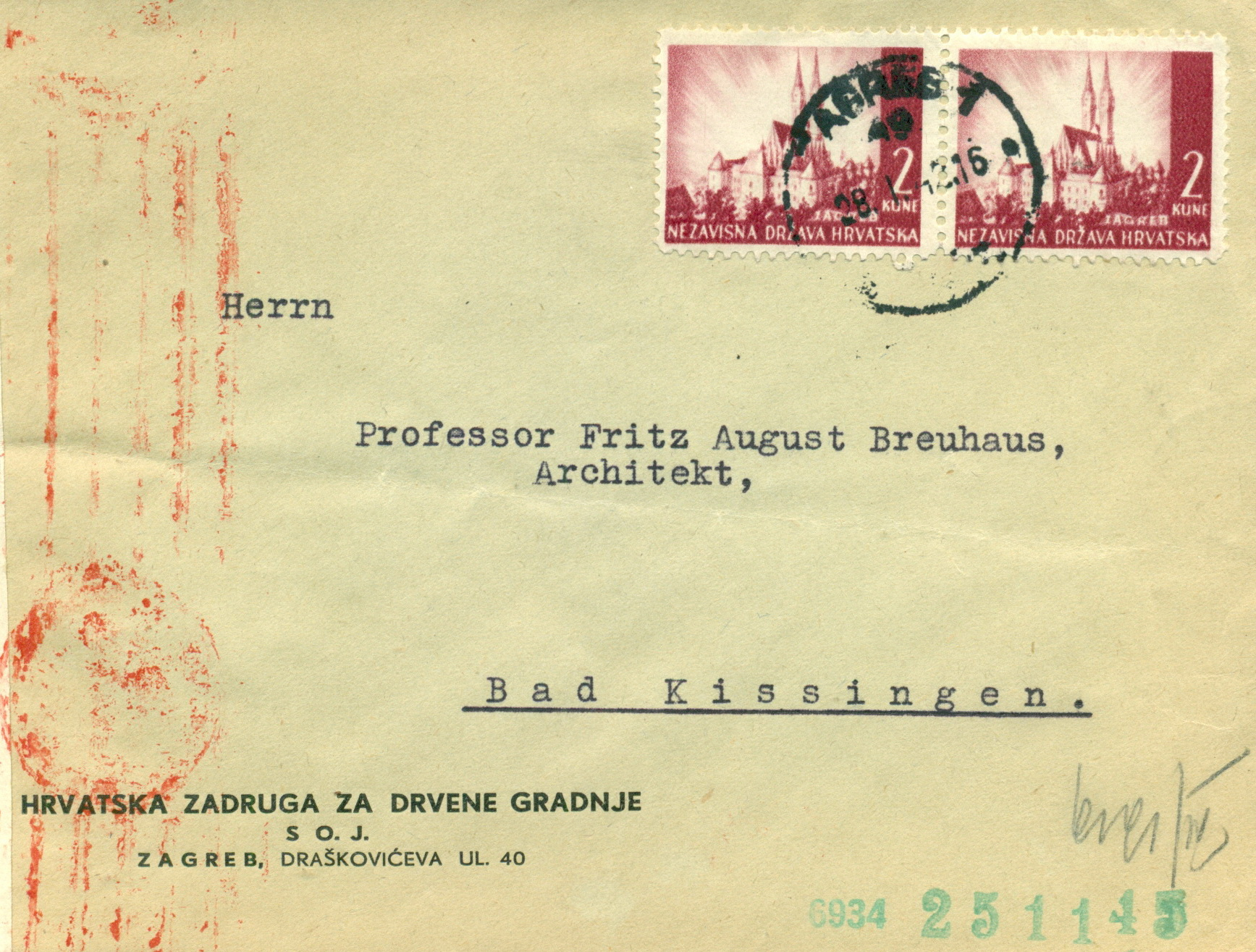
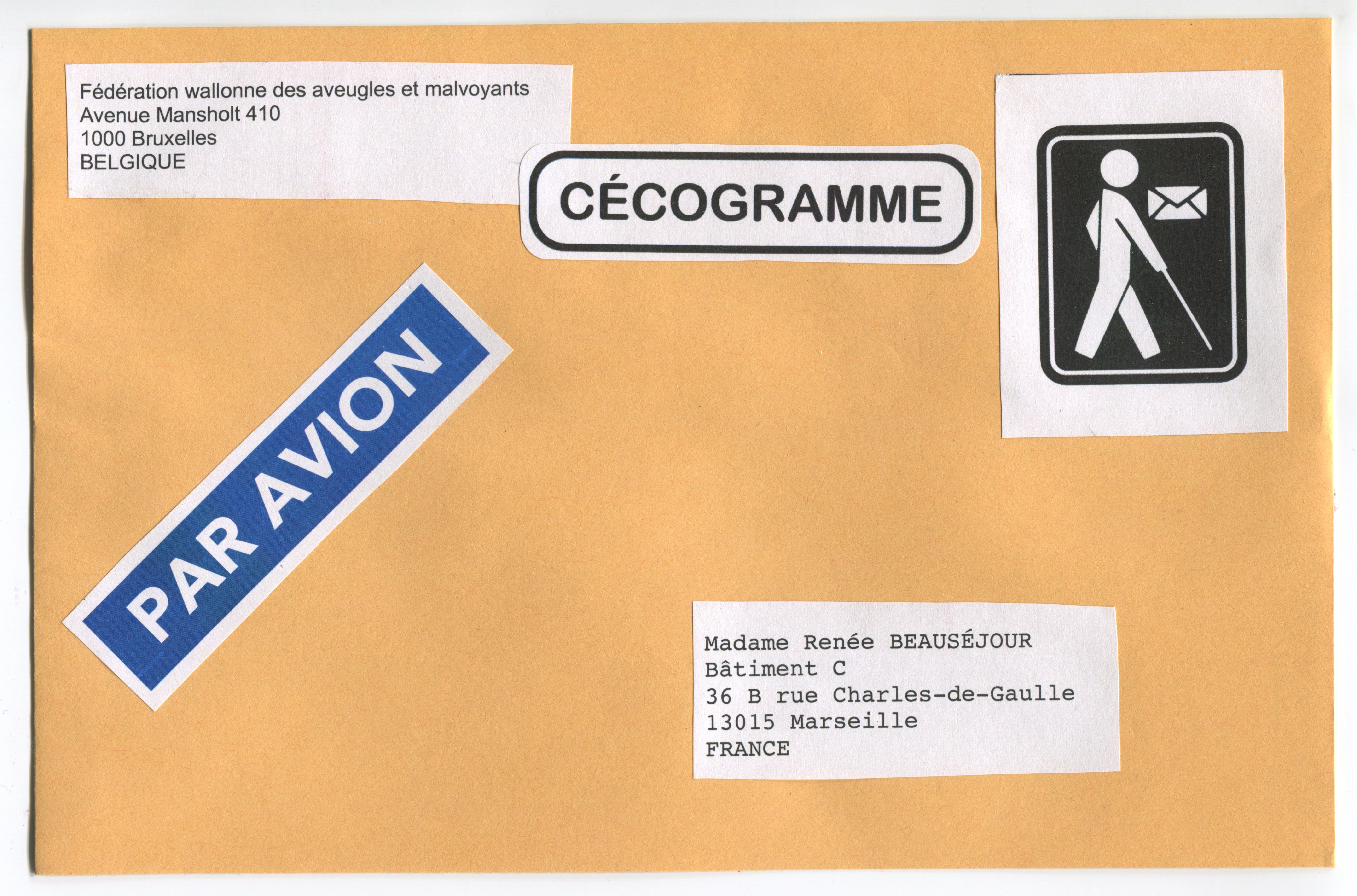

## روابط خارجية
- تاريخ الأغلفة نسخة محفوظة 26 October 2010 على موقع واي باك مشين.